# العلاقات الإسواتينية الإيطالية
العلاقات الإسواتينية الإيطالية هي العلاقات الثنائية التي تجمع بين إسواتيني وإيطاليا.

## مقارنة بين البلدين
هذه مقارنة عامة ومرجعية للدولتين:
| وجه المقارنة                                              | إسواتيني                                   | إيطاليا                                                  |
| --------------------------------------------------------- | ------------------------------------------ | -------------------------------------------------------- |
| المساحة (كم2)                                             | 17.36 ألف                                  | 301.34 ألف                                               |
| عدد السكان (نسمة)                                         | 1.37 مليون                                 | 60.60 مليون                                              |
| الكثافة السكانية (ن./كم²)                                 | 78.92                                      | 201.1                                                    |
| العاصمة                                                   | لوبامبا، مبابان                            | روما، فلورنسا، تورينو                                    |
| اللغة الرسمية                                             | لغة إنجليزية، لغة سوازي                    | اللغة الإيطالية                                          |
| العملة                                                    | ليلانغيني سوازيلندي                        | يورو، ليرة إيطالية                                       |
| الناتج المحلي الإجمالي (بليون دولار)                      | 4.41 مليار                                 | 1.93 تريليون                                             |
| الناتج المحلي الإجمالي (تعادل القوة الشرائية) بليون دولار | 11.13 مليار                                | 2.26 تريليون                                             |
| الناتج المحلي الإجمالي الاسمي للفرد دولار أمريكي          | 3.20 ألف                                   | 29.96 ألف                                                |
| الناتج المحلي الإجمالي للفرد دولار أمريكي                 | 8.29 ألف                                   | 35.46 ألف                                                |
| مؤشر التنمية البشرية                                      | 0.531                                      | 0.873                                                    |
| رمز المكالمات الدولي                                      | +268                                       | +39                                                      |
| رمز الإنترنت                                              | .sz                                        | .it                                                      |
| المنطقة الزمنية                                           | التوقيت القياسي لجنوب أفريقيا، ت ع م+02:00 | توقيت وسط أوروبا، ت ع م+01:00، ت ع م+02:00، أوروبا/روما ‏ |

## منظمات دولية مشتركة
يشترك البلدان في عضوية مجموعة من المنظمات الدولية، منها:
| علم المنظمة | اسم المنظمة                               | تاريخ انضمام إسواتيني | تاريخ انضمام إيطاليا |
| ----------- | ----------------------------------------- | --------------------- | -------------------- |
|             | يونسكو                                    | 25 يناير 1978         | ?                    |
|             | مؤسسة التمويل الدولية                     | 22 سبتمبر 1969        | 27 ديسمبر 1956       |
|             | المركز الدولي لتسوية المنازعات الاستشارية | 14 يوليو 1971         | 28 أبريل 1971        |
|             | منظمة حظر الأسلحة الكيميائية              | ?                     | ?                    |
|             | مؤسسة التنمية الدولية                     | 22 سبتمبر 1969        | 24 سبتمبر 1960       |
|             | منظمة التجارة العالمية                    | ?                     | 1995                 |
|             | وكالة ضمان الاستثمار متعدد الأطراف        | 18 أبريل 1990         | 29 أبريل 1988        |
|             | الاتحاد البريدي العالمي                   | ?                     | ?                    |
|             | الاتحاد الدولي للاتصالات                  | 11 نوفمبر 1970        | 1866                 |
|             | منظمة الشرطة الجنائية الدولية             | ?                     | ?                    |
|             | الأمم المتحدة                             | 24 سبتمبر 1968        | 14 ديسمبر 1955       |
|             | البنك الدولي للإنشاء والتعمير             | 22 سبتمبر 1969        | 27 مارس 1947         |
|             | البنك الإفريقي للتنمية                    | ?                     | ?                    |

## وصلات خارجية
- موقع وزارة الخارجية الإيطالية